# Петър Дайков
Петър Стойков Дайков е български офицер, генерал-майор, инженер.

## Биография
Роден е на 6 октомври 1927 г. в казанлъшкото село Конаре. През 1947 г. завършва Техникума по механотехника в Стара Загора. След това завършва 71-ви випуск на Народното военно училище във Велико Търново през 1950 г. Военната си служба започва като командир на танков взвод в учебно-танковия батальон на 5 тб. По-късно е командир на танкова рота. В периода 1955 – 1961 г. учи в Техническия факултет на Бронетанковата академия в Москва. След като завършва е изпратен като главен инженер в завод „Хан Крум“ в Търговище. След това става и директор на завода. По-късно е директор на комбинат, обединяващ заводи и предприятия от военната промишленост в града. След това е началник на управление „Военноремонтни бази и заводи“ на Министерството на отбраната.